# 元洲
元洲（英語：Un Chau）是香港地方，位於現時九龍深水埗北部、菴由東部、塘尾西部，大約在長沙灣道、大埔道、南昌街及欽州街之內的範圍。深水埗未成為市區之前，元洲原本是鄉村，稱為元洲村，位於深水埗北部，其附近有三條村，分別是東南的田寮村、西面的菴由村，以及西北的馬龍坑村。然而現時的元州邨一帶與當時的元洲村不在同一位置。

## 歷史
元洲這個名稱據稱是由圓洲而來，原本是圓形的島嶼。元洲東面有溪流，流往原深水埗的北面，這條涌最後變成今日的南昌街渠。而元洲村的北面，則有另一條溪流。元洲地形平坦，加上有兩條溪流的水源，所以適合種田。1924年，元洲以南的深水埗已經發展近元洲村邊，最後元洲村也進入了市區範圍。香港政府就將大埔道和長沙灣道之間的三條街，分別稱為菴由街、田寮街和元洲街。前兩者後來分別改稱為福華街及福榮街，元洲街中的「洲」字亦改為「州」字，即元州街。
元洲街隨著長沙灣填海而被延長。1965年，香港政府於長沙灣新填地興建元洲街政府廉租屋邨，即是現在的元州邨。不過這條屋邨與本來元洲的位置相距甚遠。除了元州邨，元州街公共圖書館以及香港扶幼會元洲宿舍的名稱，都是間接來自元洲。
現時元洲現址最著名的是高登電腦中心與黃金電腦商場，而深水埗則位於元洲以南。不過現時已經甚少人知道該處是元洲。由於深水埗不少街道均使用中國城市命名，甚至有人誤會元洲是元州的筆誤，以為元州是中國大陸某處的地名。